# راکون (شهر)
شهر راکون (به انگلیسی: Raccoon City)، شهری تخیلی واقع در غرب میانه آمریکا است.این شهر در مجموعه بازی‌های ویدئویی ترس و بقا رزیدنت ایول ساختهٔ شرکت کپ‌کام بود. این شهر در نسخه‌های رزیدنت ایول ۲، رزیدنت ایول ۳: نمسیس، رزیدنت ایول: آوت‌برک و رزیدنت ایول: آوت‌برک: فایل ۲ و همچنین در دو قسمت اولیه فیلمی که بر اساس این مجموعه ساخته شده، مکان اصلی رویداد داستان است.
شهر راکون در سال ۱۹۶۸ تأسیس شد. شهری که بیش از ۱۰۰٬۰۰۰ نفر جمعیت داشت. اقتصاد این شهر در دست شرکتی به نام آمبرلا بود به‌طوری‌که ۳۰٪ ساکنین شهر در این شرکت مشغول به کار بودند. اما اکثر آن‌ها از فعالیت‌های غیرقانونی این شرکت بی‌اطلاع بودند.
بعد از ۱۹ سال از تأسیس شهر یعنی در سال ۱۹۸۷ آقای مایکل وارن (به انگلیسی: Michael Warren) شهردار این شهر انتخاب شد. او در طی مدت کاری خود، کارهایی از قبیل سیستم‌های الکتریکی، ایجاد امکانات رفاهی و قانونمند کردن شهر از طریق تأسیس ادارهٔ پلیس را انجام داد. اما برای اجرایی کردن چنین کارهایی از شرکت آمبرلا که یک شرکت دارویی بود کمک گرفت. در اکثر پروژه‌های شهر راکون شرکت آمبرلا سهیم بود و به همین خاطر نفوذ خیلی بالایی بین مقامات شهر داشت. این نفوذ تا ادارهٔ پلیس هم کشیده شده بود و تأسیس ادارهٔ پلیس شهر با دخالت خود آمبرلا همراه بود.
در سال ۱۹۸۰ ساختمان موزهٔ هنر شهر توسط مقامات به ساختمان پلیس تغییر نام پیدا کرد و این ساختمان محل فعالیت نیروهای پلیس شد. این ساختمان در قسمت مرکزی شهر واقع در خیابان انردیل (به انگلیسی: Ennerdale) قرار گرفته بود. R.P.D در واقع مخفف عبارت Raccoon City Police Department به معنی ادارهٔ پلیس شهر راکون است.
ادارهٔ پلیس شهر راکون دو نیروی پلیس توانمند داشت:
- گروه S.P.F که در واقع دومین نیروی امنیتی شهر بود که افراد زبده‌ای در این گروه بودند. این گروه شامل افراد زیادی بودند که برای مواقع ضروری آموزش دیده بودند.
- گروه S.T.A.R.S که از S.P.Fها کارآزموده تر بودند و به عبارتی نیروهای ویژهٔ پلیس به‌شمار می‌آمدند.

پلیس شهر در بین مردم از محبوبیت بالایی برخوردار بود و مردم احساس امنیت زیادی با وجود این نیرو می‌کردند. با این حال در ماجرای شیوع ویروس در شهر راکون بسیاری از شهروندان بر اثر حملهٔ زامبی‌ها کشته شدند. اما برخی از آن‌ها توانستند با پناه بردن به قسمت‌های مختلف شهر جان خود را نجات دهند. نیروهای پلیس با تمامی توان سعی می‌کردند تا مردم را نجات بدهند. اداره پلیس که نیروهای زبده و ماهر زیادی داشت با فرستادن این نیروها به قسمت‌های مختلف شهر سعی در نجات مردمی که نیازمند کمک بودند، داشت. در حادثهٔ شهر راکون بسیاری از پلیس‌های شیفت شب در برابر این حالت فوق‌العاده ایستادگی کردند اما به علت واکنش جنون‌آمیز فرماندهٔ پلیس شهر یعنی برایان آیرنز (به انگلیسی: Brian Irons) که خودش به صورت پنهانی برای آمبرلا کار می‌کرد، کشته شدند.
شهر راکون پس از آلوده شدن به ویروس تی و از دست رفتن جان عموم شهروندانش برای جلوگیری از خروج ویروس از آن و سرایت به سایر قسمت‌های دنیا به دستور رئیس‌جمهور وقت آمریکا بمباران هسته‌ای شد.